# Usserød Å
Usserød Å er en å, der løber fra østenden af Sjælsø og ud i åen Nivå syd for bebyggelsen Nivå. Åen løber således gennem Rudersdal, Hørsholm og Fredensborg Kommuner. Den militære klædefabrik i Usserød benyttede åen som energikilde, mens senere Usserød Bryggeri benyttede vandet i brygningen.
55°53′28.23″N 12°29′22.59″Ø / 55.8911750°N 12.4896083°Ø